# (8964) Corax
(8964) Corax es un asteroide que forma parte del cinturón de asteroides y fue descubierto por Ingrid van Houten-Groeneveld, Cornelis Johannes van Houten y Tom Gehrels el 17 de octubre de 1960 desde el observatorio del Monte Palomar, Estados Unidos.

## Designación y nombre
Corax recibió al principio la designación de 7643 P-L. Se llama así por el Corvus corax o cuervo.

## Características orbitales
Corax orbita a una distancia media del Sol de 2,193 ua, pudiendo alejarse hasta 2,421 ua y acercarse hasta 1,965 ua. Su inclinación orbital es 4,341 grados y la excentricidad 0,104. Emplea 1186,20 días en completar una órbita alrededor del Sol.

## Características físicas
La magnitud absoluta de Corax es 15,20. Tiene 2,962 km de diámetro y su albedo se estima en 0,198.